# Petrogale xanthopus
Petrogale xanthopus, ofta kallad gulfotad klippkänguru[källa behövs], är err pungdjur som beskrevs 1854 av Alan Maurice Gray. Arten ingår i släktet klippkänguruer och familjen kängurudjur. IUCN kategoriserar den globalt som nära hotad.

## Utseende

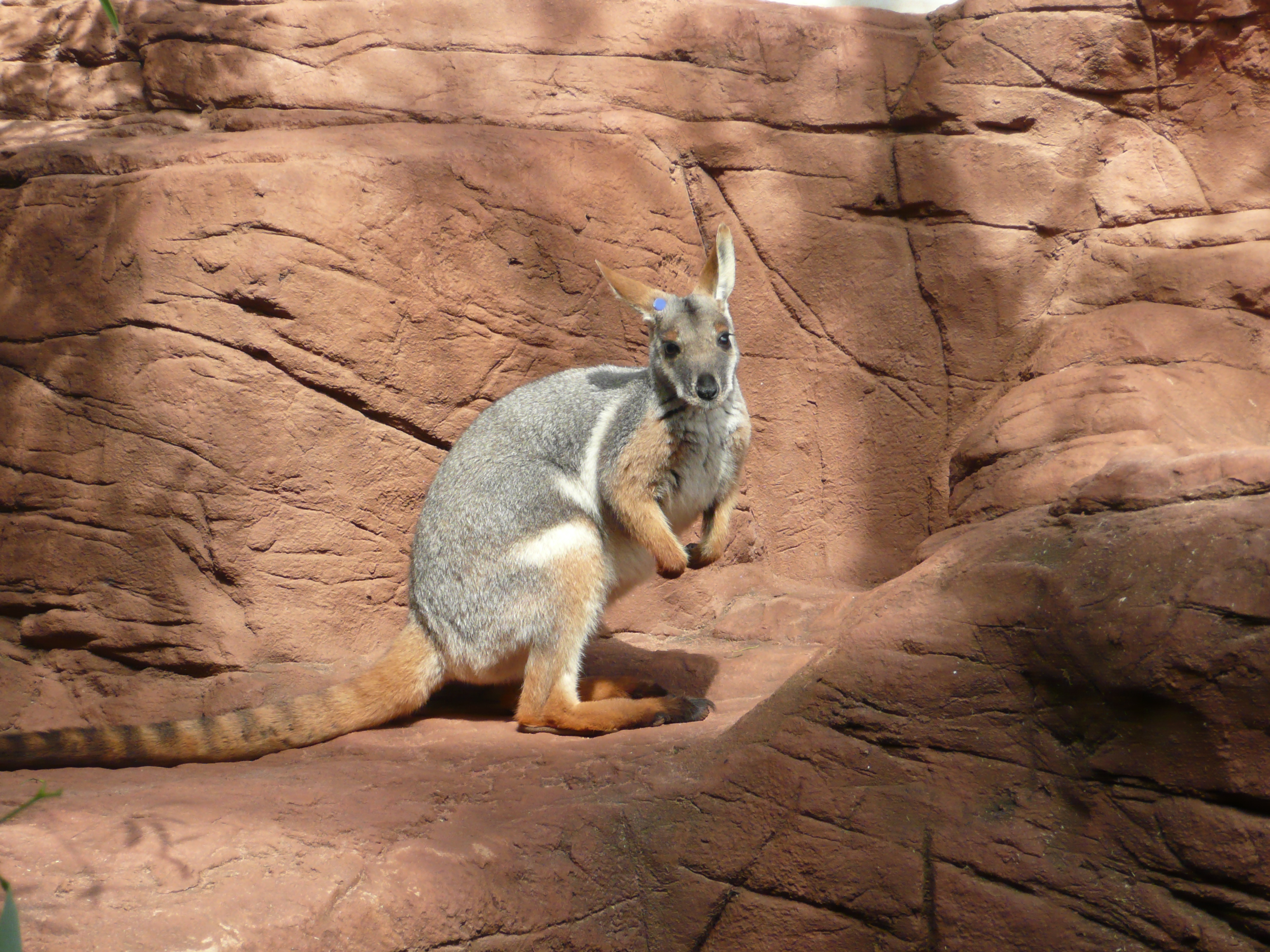
Kännetecknande för R. xanthopus är svansen som har ljusa och mörka ringar.

Kännetecknande för arten är svansen som har ljusa och mörka ringar. Petrogale xanthopus blir utöver svansen cirka 65 cm lång. Pälsfärgen är på ovansidan främst grå och på buken huvudsakligen vit. Påfallande är orangebruna armar och ben. Dessutom förekommer flera mönster i pälsen som en mörk längsgående strimma på ryggens mitt, vita strimmor på kinderna och på höfterna, samt en mörk fläck bakom örat.

## Utbredning
Pungdjuret förekommer i några från varandra skilda områden i östra och södra Australien. Arten vistas i klippiga regioner, ofta nära vattenansamlingar.

## Ekologi
Individerna bildar grupper med cirka 20 medlemmar. Ibland förenar sig flera flockar till en koloni med cirka 100 exemplar. Djuret är under sommaren aktiv på natten och under vintern dagaktiv. Födan utgörs främst av gräs och örter.
Honor kan para sig under alla årstider. De flesta ungar föds efter tider med regn. Efter parningen är honan cirka 35 dagar dräktig och sedan föds en unge som kravlar till moderns pung (marsupium). Där stannar den 6 till 7 månader. Ungen blir ungefär efter 18 månader könsmogen.

## Underarter
Arten delas in i följande underarter:
- P. x. celeris
- P. x. xanthopus

## Bildgalleri

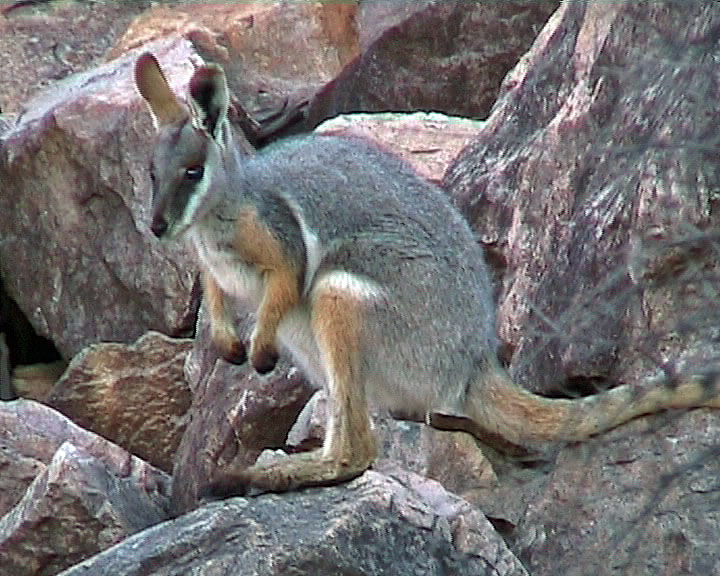
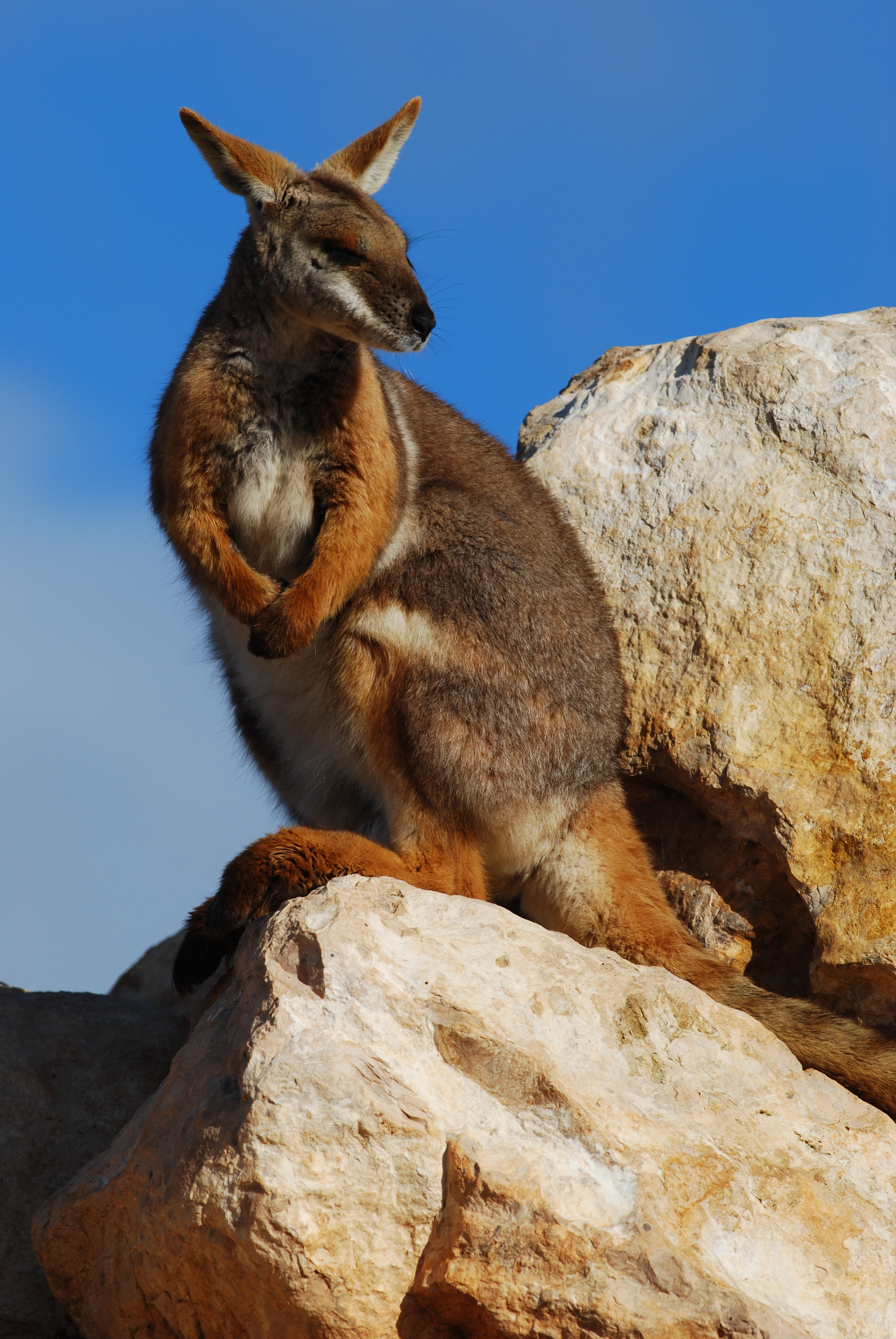
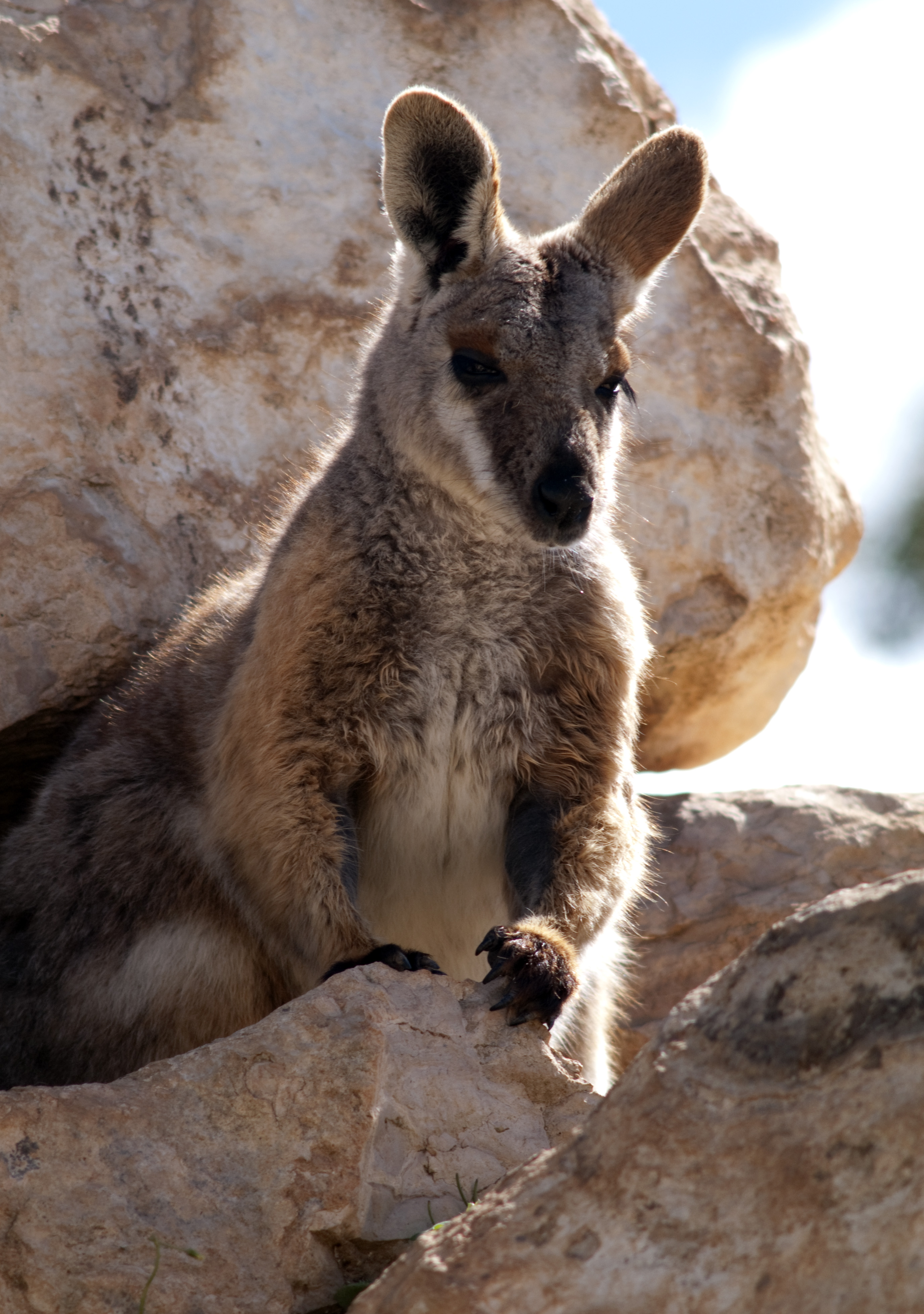